# Dâu tằm đen
Dâu tằm đen hay còn gọi dâu bầu đen (danh pháp khoa học: Morus nigra) là một loài thực vật có hoa trong họ Moraceae. Loài này được L. mô tả khoa học đầu tiên năm 1753.

## Hình ảnh

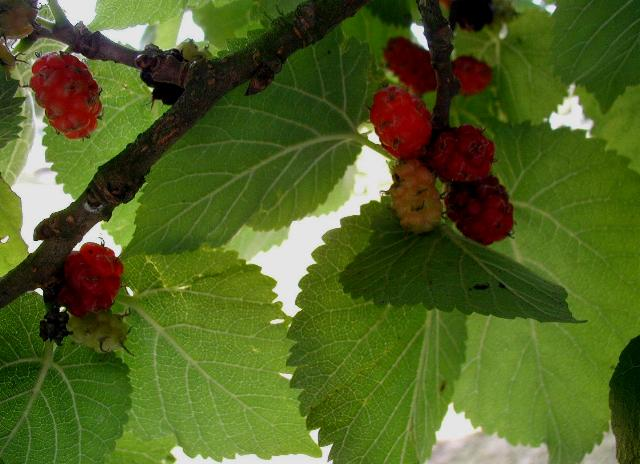
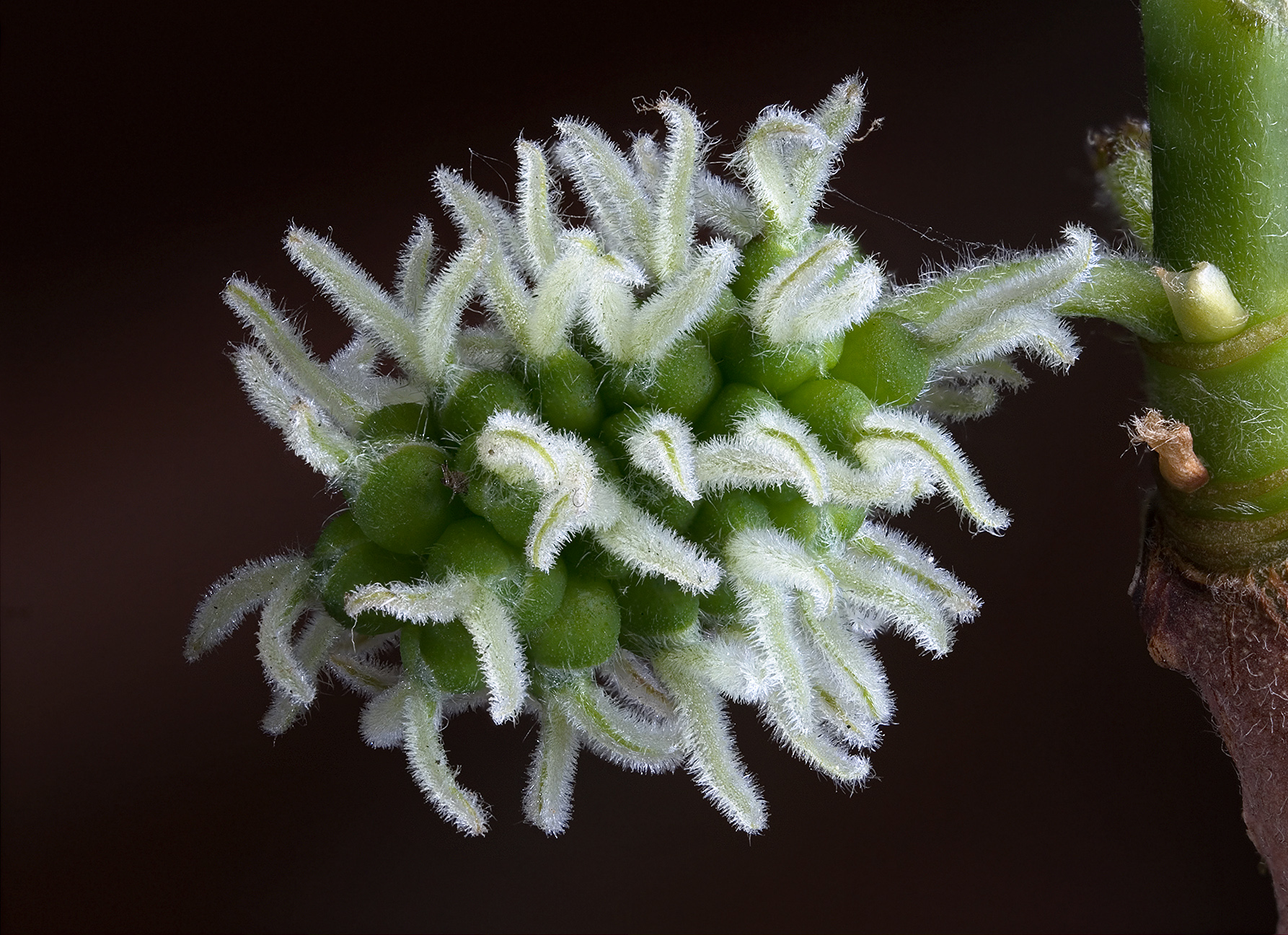
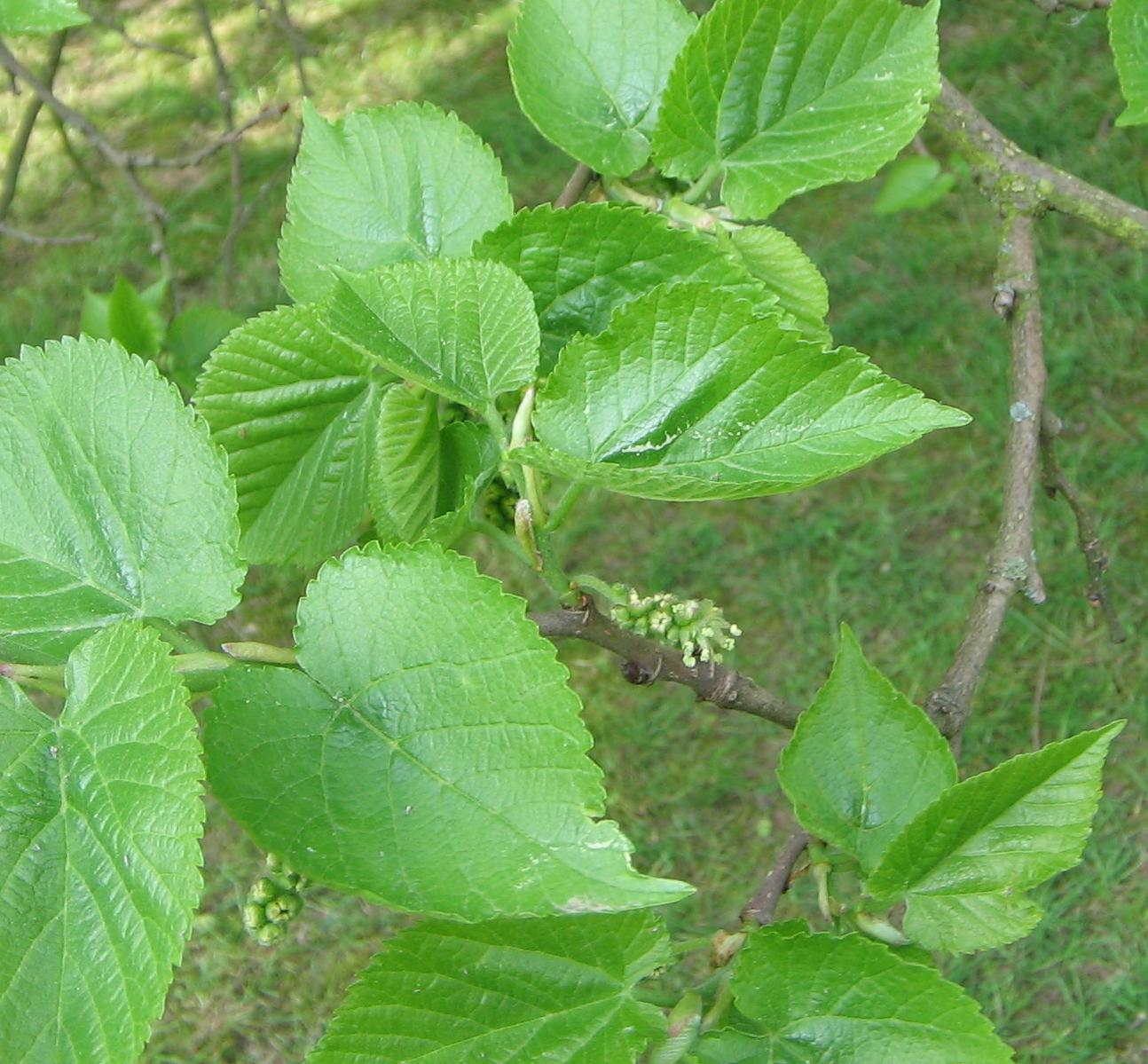
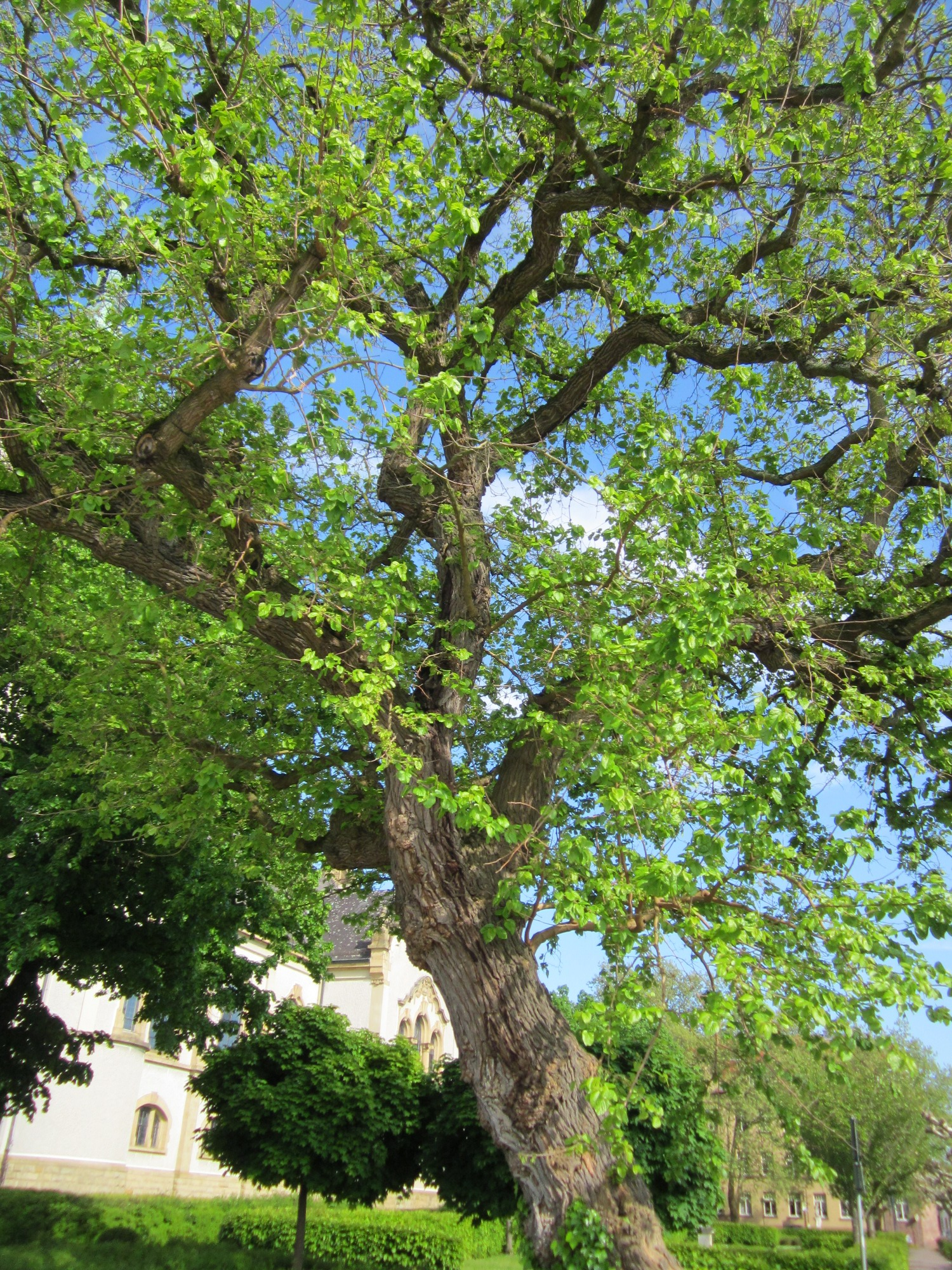